# Tammsia
Tammsia  es un género de plantas con flores perteneciente a la familia de las rubiáceas. Incluye una sola especie: Tammsia anomala H.Karst. (1861).
Es nativo de Perú, Colombia y Venezuela.